# Snabellav
Snabellav (Umbilicaria proboscidea) är en lavart som först beskrevs av L., och fick sitt nu gällande namn av Heinrich Adolph Schrader. Snabellav ingår i släktet Umbilicaria och familjen Umbilicariaceae.  Arten är reproducerande i Sverige. Inga underarter finns listade i Catalogue of Life.